# 高橋美智子
高橋 美智子（たかはし みちこ）は、日本のマリンバ、打楽器奏者。

## 経歴
1962年、東京芸術大学音楽学部器楽科卒業。1964年、同大学専攻科修了。トン・デ・レーウの「マリンバソロのためのみだれ」を演奏したことで国際的に著名である。
1953年2月、開局直後のNHKテレビ「子供の時間」に出演。
1956年、全日本吹奏楽個人コンクール優勝。1973年にはオランダ・ガウデアムス国際現代音楽演奏コンクール優勝、国際現代音楽賞受賞。1975年にマリンバリサイタルで文化庁芸術祭優秀賞受賞。1979年尾高賞受賞。1980年には、文化庁芸術祭優秀賞を再受賞。1998年日本オーディオ協会賞受賞。2000年に中島健蔵音楽賞を受賞。2018年下總皖一音楽賞受賞。
独奏だけでなく、「高橋美智子マリンバ室内楽団」、「高橋美智子パーカッシヴアーツ」、「高橋美智子サウンドグループ・クリスタル」を主宰。また、ロイヤル・コンセルトヘボウ管弦楽団、オランダ室内管弦楽団、ロッテルダム・フィルハーモニー管弦楽団、NHK交響楽団、東京都交響楽団、東京交響楽団ほか内外のオーケストラと共演した。
また、コントラバス・マリンバやガラスで作られたクリスタル・マリンバ、日本初のグラスハープの制作に参画するなど、新しい楽器にも挑戦している。

## ディスコグラフィー
- 「クリスタリーナ・グラス・ハープ」ソニーレコード（32DG83）（1987年）
- 「驚異のコントラバス・マリンバ」ソニーレコード（32DC-5027）（1988年）
- 「スーパー・マリンバ」ソニーレコード（30DC-5210）（1989年）
- 「クリスタル・ファンタジー」ソニーレコード（CSCL 1507）（1990年）
- 「超絶のパーカッション」キングレコード（KICC-80）（1992年）
- 「天使のマリンバ〜高橋美智子クリスマス・アルバム」キングレコード（KICG-112）（1993年）
- 「グラスハープ・モーツァルト」キングレコード（KICC-118）（1994年）
- 「ザ・ウルトラ・パーカッション」ソニーレコード（SRCR-9955）（1995年）
- 「鳥の歌〜パーカッション・オン・クラシック」ソニーレコード（SRCR-1765）（1996年）
- 「21世紀へのプレリュード」ソニーレコード（SRCR-2409）（1999年）